# Calatagan
Calatagan est une municipalité des Philippines située dans l'ouest de la province de Batangas.

## Histoire
Catalagan est devenue une municipalité indépendante en 1912, par séparation de celle de Balayan.